# Heibonsha
Heibonsha (平凡社) est une maison d'édition fondée en 1914 au Japon et dont le siège est à Jinbōchō, quartier de Tokyo. Elle publie des encyclopédies, des dictionnaires et des livres de science et de philosophie.

## Histoire
En 1914, le professeur des écoles Yasaburō Shimonaka (ja) fonde la maison d'édition Heibonsha pour vendre sa petite encyclopédie de poche grand public. En 1927, la maison d'édition commence à publier de la littérature populaire contemporaine sous la forme de livres de petit format à petit budget, surnommés « livres à un yen (円本 (ja)) ». De 1928 à 1934 parait une grande encyclopédie en vingt-huit volumes, puis, entre 1934 et 1936, un grand dictionnaire de référence en vingt-six volumes, comprenant plus de sept cent mille entrées, classées par prononciation.
Après-guerre, de nombreuses autres encyclopédies seront publiées.

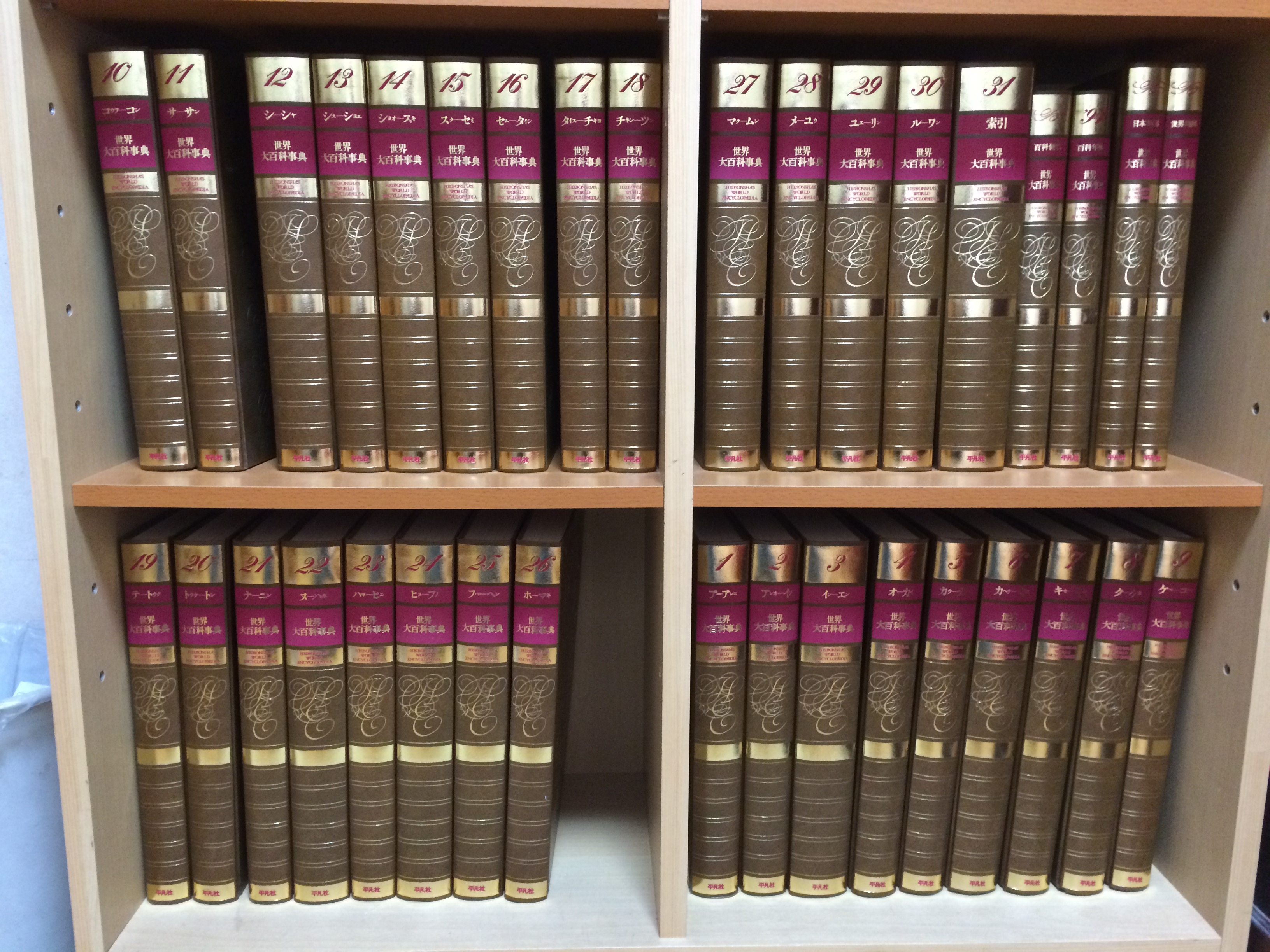
de Heibonsha (1988).